# Sarah Buxton
Sarah Galbraith Buxton (ur. 23 marca 1965 w hrabstwie Sacramento) – amerykańska aktorka. Odtwórczyni roli czarnego charakteru Morgan DeWitt w operze mydlanej CBS Moda na sukces (2000–2001, 2005).

## Wczesne lata
Urodziła się w hrabstwie Sacramento w Kalifornii jako jedna z dwóch córek Amerykanki Noelle i Kanadyjczyka. Dorastała w Brentwood. Jej rodzice z czasem rozstali się. Mając 15 lat została odkryta w supermarkecie podczas intensywnej kłótni z matką; została zapytana, czy kiedykolwiek myślała o zawodzie aktorki, i podano jej numer, pod który można zadzwonić. Wkrótce miała swojego pierwszego menadżera i dziewięć ogólnokrajowych reklam, w tym Coca-Coli, Mitsubishi, Heineken, Taco Bell, Diet Coke, Jessica McClintock, Thrifty Foods, Coors Brewing Company, Fritos, hawajskiego poncza i 7 Up.

## Kariera
W swoje 16. urodziny Sarah dostała swoją pierwszą pracę aktorską, grając główną rolę w pilocie telewizyjnym. Jej kariera na małym ekranie rozpoczęła się od 1983, gdy pojawiła się jako Diane w jednym z odcinków serialu CBS Simon i Simon z Jamesonem Parkerem i Geraldem McRaneyem – pt. Bon Voyage, Alonso. Była obsadzona w niewielkiej roli w komedii Linie miłosne (Lovelines, 1984), dramacie autobiograficznym Michaela Landona Syn Sama (Sam’s Son, 1984), komedii romantycznej Roba Reinera Pewna sprawa (1985) z Johnem Cusackiem czy dramacie sensacyjnym Prowokacja (Today You Die, 2005) partnerując Stevenowi Seagalowi. Została zaangażowana do serialu 20th Television 21 Jump Street (1987) z Johnnym Deppem. 
Od 6 stycznia 1997 do 31 grudnia 1999 wystąpiła w roli czarnego charakteru Annie Douglas Richards w operze mydlanej nadawanej przez stację NBC Sunset Beach, za którą w 1998 była nominowana do nagrody Soap Opera Digest. Od 15 lutego 2000 do 11 maja 2001 i od 4 marca 2005 do 6 kwietnia 2005 grała postać czarnego charakteru obłąkanej projektantki mody Morgan DeWitt w operze mydlanej CBS Moda na sukces, za którą odebrała nagrodę Złotego Bumeranga jako „najpopularniejszy czarny charakter” i w 2001 zdobyła nominację do nagrody Soap Opera Digest. W operze mydlanej NBC Dni naszego życia (Days of Our Lives, 2004) zagrała rolę gwiazdy filmów porno Crystal Galore.

## Życie prywatne
W 1997 otrzymała obywatelstwo kanadyjskie. 
27 listopada 2006 zawarła związek małżeński z aktorem Shane Brolly, z którym ma syna Finna Michaela (ur. 18 grudnia 2006).

## Filmografia

### Filmy
- 1984: Syn Sama (Sam’s Son) jako cheerleaderka
- 1984: Lovelines jako Cathy
- 1985: Pewna sprawa (The Sure Thing) jako Sharon
- 1987: Mniej niż zero (Less Than Zero) jako Markie
- 1988: Instynkt mordu (Primal Rage) jako Debbie
- 1988: Nightmare Beach jako Gail
- 1990: Instant Karma jako Kathy
- 1990: Checkered Flag jako Concierge
- 1990: Rock 'n' Roll High School Forever jako Rita Mae
- 1990: Exile (TV) jako Karen
- 1991: Nie mów mamie, że niania nie żyje (Don't Tell Mom the Babysitter's Dead) jako Tess
- 1991: Szachownica (Checkered Flag) jako Concierge
- 1991: Pink Lightning (TV) jako Tookie
- 1991: Nasiona tragedii (Seeds of Tragedy, TV) jako Amy
- 1994: Błyskawiczna ucieczka (Fast Getaway II) jako Patrice
- 1994: Cityscrapes: Los Angeles jako aktorka / kelnerka
- 1996: Listen jako Krista Barron
- 1998: The Climb jako Ruth Langer
- 1999: Dirty Down Under... Up Here
- 2002: Drama Queen jako Angie
- 2004: Sin’s Kitchen jako Lou
- 2005: Prowokacja (Today You Die) jako Rachel
- 2005: McBride: Czas umrzeć, madame (McBride: It's Murder, Madam, TV) jako Wendy
- 2005: Devil’s Highway jako kobieta
- 2008: Japan jako Muza Reda
- 2006: Małe dzieci (Little Children) jako Carla
- 2008: Opowieści na dobranoc (Bedtime Stories) jako Hokey Pokey
- 2009: Amerykańskie ciacho (Spread) jako Helen

### Seriale
- 1983: Simon & Simon jako Diane
- 1985: Otherworld jako Zeta
- 1986: Mr. Belvedere jako Bonnie
- 1986:	Easy Street	jako Cornelia
- 1987: Moda na sukces (The Bold and the Beautiful) jako Wendy
- 1987: 21 Jump Street jako Katrina
- 1987–1988: Córeczki milionera (Rags to Riches) jako Amy Hillerman
- 1988: Who’s the Boss? jako Cory
- 1989: Koszmary Freddy’ego (Freddy’s Nightmares) jako Roni Peterson
- 1990: Bajer z Bel-Air (The Fresh Prince of Bel-Air, serial TV) jako Kimmy
- 1990: Monsters jako Megan
- 1990: China Beach jako Dottie
- 1992: Młodzi jeźdźcy (The Young Riders) jako Celinda
- 1995: Renegat (Renegade) jako Dominique
- 1995: Diagnoza morderstwo (Diagnosis Murder) jako Spring Tatum
- 1995: Platypus Man jako Leslie
- 1995: Jedwabne pończoszki (Silk Stalkings) jako Lauren Hamilton
- 1996: Strażnik Teksasu (Walker, Texas Ranger) jako Jane / Tracy O’Neill
- 1997: Słoneczny patrol (Baywatch) jako Molly McCoy
- 1997–1999: Sunset Beach jako Anna Claire 'Annie' Douglas-Richards
- 2000–2001, 2005: Moda na sukces (The Bold and the Beautiful) jako Morgan DeWitt
- 2002: Rendez-View
- 2003: Nowojorscy gliniarze (NYPD Blue) jako Carlotta
- 2004: Dni naszego życia (Days of Our Lives) jako Crystal Chablis
- 2004: Kryminalne zagadki Las Vegas (CSI: Crime Scene Investigation) jako Wendy Garner
- 2009: CSI: Kryminalne zagadki Miami (CSI: Miami) jako Carolyn Morrow
- 2010: Zabójcze umysły (Criminal Minds) jako Leslie Sanders
- 2012: Glee jako Pani Cross
- 2015: Hand of God jako Erika